# Znaïm
Znaïm, (en tchèque : /ˈznoimo/ , en allemand : Znaim) est une ville située dans la région de Moravie-du-Sud, en Tchéquie, et le chef-lieu du district de Znojmo. Sa population s'élevait à 33 775 habitants en 2021. L'agglomération de Znojmo compte plus de 40 000 habitants.

## Géographie
La ville est située sur un affleurement rocheux sur la rive escarpée gauche de la rivière Dyje (en allemand : Thaya), près de la frontière avec l'Autriche, à 56 km au sud-ouest de Brno et à 180 km au sud-est de Prague.

## Histoire
La cité royale de Znojmo a été fondée peu avant 1226 par Ottokar Ier sur les plaines en face du château de Znojmo. C'est à Znojmo que mourut l’empereur Sigismond en 1437.
Il s'y livra en 1809 un combat d'avant-garde entre les Autrichiens et les Français, qui fut suivi d'un armistice entre Napoléon Ier et l'empereur François Ier.
Jusqu'en 1918, la ville de Znaim – Znojmo fait partie de la monarchie autrichienne (empire d'Autriche), puis Autriche-Hongrie (Cisleithanie après le compromis de 1867), chef-lieu du district de même nom, l'un des 34 Bezirkshauptmannschaften en Moravie. C'est alors l'une des six villes autonomes de la Moravie. Le nom de Znaim seul est utilisé avant 1867.

## Population
Recensements ou estimations de la population de la commune dans ses limites actuelles :
| 1869*  | 1880*  | 1890*  | 1900*  | 1910*  | 1921*  |
| ------ | ------ | ------ | ------ | ------ | ------ |
| 15 606 | 18 740 | 21 153 | 23 316 | 25 840 | 25 993 |

| 1930*  | 1950*  | 1961*  | 1970*  | 1980*  | 1991*  |
| ------ | ------ | ------ | ------ | ------ | ------ |
| 30 794 | 25 146 | 27 456 | 29 645 | 34 550 | 36 134 |

| 2001*  | 2011*  | 2014   | 2015   | 2016   | 2017   |
| ------ | ------ | ------ | ------ | ------ | ------ |
| 35 758 | 34 122 | 33 805 | 33 761 | 33 787 | 33 823 |

| 2018   | 2019   | 2020   | 2021*  | 2022   | 2023   |
| ------ | ------ | ------ | ------ | ------ | ------ |
| 33 719 | 33 780 | 33 964 | 33 736 | 33 370 | 34 146 |

## Patrimoine
Centre important de l'ancien royaume de Grande-Moravie, on trouve à Znojmo plusieurs monuments historiques intéressants :
- le vieux palais des margraves de Moravie, partiellement reconstruit en style baroque valant notamment pour une fresque de 1720 représentant la dynastie des Habsbourg ;
- la rotonde Sainte-Catherine édifiée au XIe siècle dont l'intérêt marquant est une fresque du XIIe siècle décrivant l'arbre généalogique des Premyslides ainsi qu'une légende fondatrice de l'histoire tchèque ;
- une église de style gothique (Saint-Nicolas) ;
- la maison des arts, qui abrite une belle collection d'art morave, la « Madone de Znojmo », une statue en bois polychrome de 1330, œuvre d'un atelier marquant du XIVe siècle.

## Sources et références
1. ↑  (cs) Résultats des élections municipales de 2022.
2. ↑  (cs) Site municipal : maire (starostka) de la commune..
3. ↑  Commission Nationale de Toponymie, « Le trésor des noms de lieux étrangers », sur Conseil National de l'Information Géographique, 1er octobre 2019 (consulté le 11 octobre 2019).
4. ↑  (cs) Population des communes de la République tchèque au 1er janvier 2021.
5. ↑  « Úvodní informace o Znojmě: Znojmo », sur www.znojmocity.cz (consulté le 4 mai 2020)
6. ↑  Distances à vol d'oiseau ou distances orthodromiques.
7. ↑  Wilhelm Klein, Die postalischen Abstempelungen und andere Entwertungsarten auf den österreichischen Postwertzeichen-Ausgaben 1867, 1883 und 1890, Vienne, Briefmarken-Kolbe, 1967.
8. ↑  Český statistický úřad, Historický lexikon obcí České republiky 1869–2005, vol. I, Prague, Český statistický úřad, 2006, pp. 648-649 ; de 1869 à 1910, les recensements organisés par l'empire d'Autriche-Hongrie sont officiellement datés du 31 décembre de l'année indiquée. — À partir de 2012, population des communes de la Tchéquie au 1er janvier, sur le site de l'Office tchèque de statistique (Český statistický úřad).

- Marie-Nicolas Bouillet  et Alexis Chassang (dir.), « Znaym » dans Dictionnaire universel d’histoire et de géographie, 1878 (lire sur Wikisource)